# Rattus arfakiensis
Espèce
Rattus arfakiensis est une espèce de rongeur de la famille des Muridés endémique d'Indonésie.

## Classification
Rattus arfakiensis fait partie d'un groupe d'espèce du genre Rattus le groupe des Rattus niobe, espèce dont il est généralement décrit comme une sous-espèce, ou bien un synonyme de Rattus niobe arrogans. Certaines caractéristiques morphologiques en feraient une espèce indépendante.

## Répartition
L'espèce n'est connue que dans la chaîne des monts Arfak dans la province de Papouasie occidentale en Indonésie.